# 데이비드 블레인

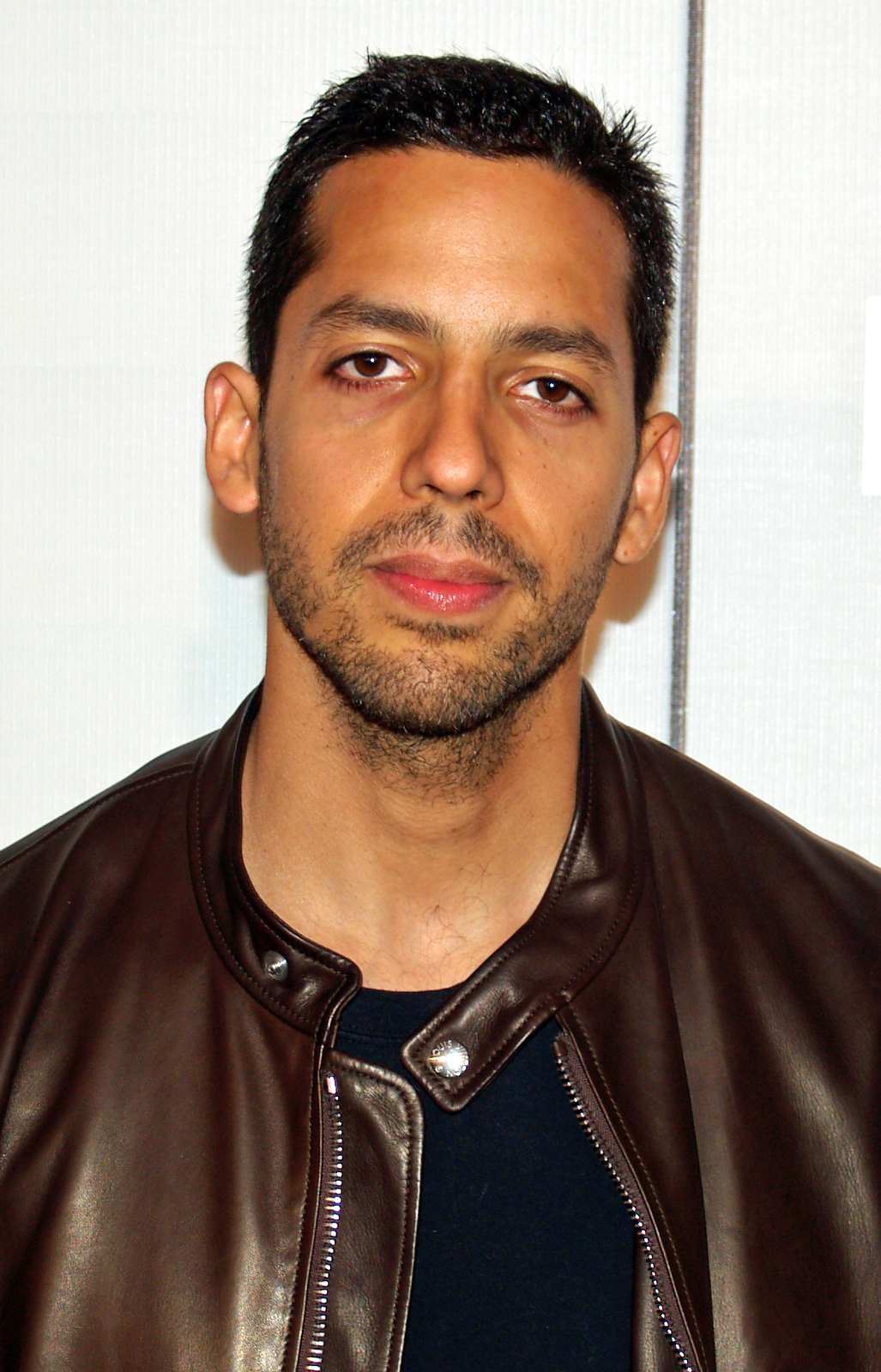
2008년 모습

데이비드 블레인(David Blaine, 1973년 4월 4일 ~ )은 미국의 마술사, 멘탈리스트, 지구력 연기자이다. 뉴욕에서 태어난 블레인은 아주 어린 나이에 마술에 관심을 갖게 되었다. 1997년 그의 첫 번째 TV 스페셜인 "데이비드 블레인: 스트리트 매직"(David Blaine: Street Magic)이 ABC (미국의 방송사)에서 방영되면서 명성을 얻었다. 그해 그는 매직맨에도 출연했다. 그는 나중에 TV 스페셜 데이비드 블레인: 리얼 오어 매직(David Blaine: Real or Magic, 2013), 비욘드 매직(Beyond Magic, 2016) 및 더 매직 웨이(The Magic Way, 2020)에 출연했다.
위험한 묘기로 유명한 2008년에 숨 참기 부문에서 기네스 세계 기록을 깨려고 시도했다. 그는 17분 4초 동안 숨을 참는 데 성공해 산소 보조 정지 무호흡증 부문 세계 신기록을 세웠다. 그는 마술 수행에 대한 지침이 담긴 자서전이자 안락의자 보물찾기인 미스터리어스 스트레인저: 어 북 오브 매직(Mysterious Stranger: A Book of Magic, 2002)의 저자이다.